# Villa Maurogordato

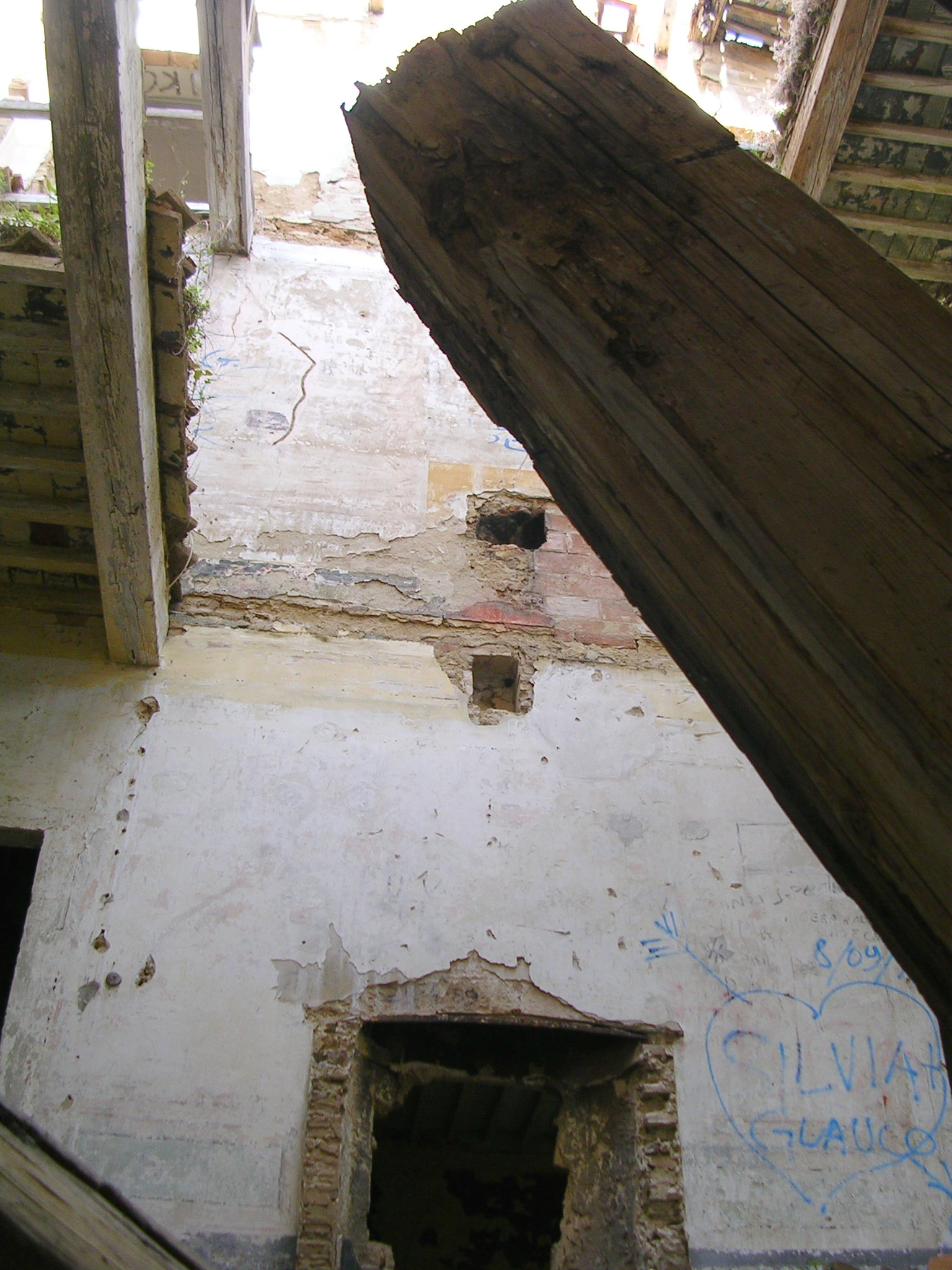
Interno (anno 2007)

Villa Maurogordato si trova in località Monterotondo, a Livorno.

## Storia e descrizione
Conosciuta anche come la Villa di Monterotondo, fu acquistata nel 1771 dal ricco commerciante livornese Giuseppe Calamai, console di Russia, e utilizzata come residenza di campagna. La famiglia Calamai detenne la villa fino al 1821, quando, in seguito a un crollo finanziario, fu venduta insieme ad altre proprietà del Calamai al conte Giovanni Giraud, residente a Livorno. Pochi anni più tardi passò, insieme alle altre proprietà che il Giraud aveva comprato dal Calamai, al principe polacco Stanisław Poniatowski che nel 1822 si era trasferito a Firenze dopo una permanenza a Roma con la moglie Cassandra Luci. In seguito alla morte del principe avvenuta nel 1833, la villa passò di proprietà alla vedova, Cassandra Luci, e ai figli, che la vendettero nel 1847 al ricco mercante livornese, di origine greca, Pandely Maurogordato. 
I Maurogordato tesero a dare alla villa un aspetto signorile arricchendola di un ampio giardino romantico, che occupava i due terzi della proprietà e la cui superficie era di circa otto ettari. All'epoca risale il tracciamento dei viali curvilinei che definendo uno slargo centrale tenuto a prato, tagliano il preesistente percorso colonnato in due punti. Questo venne ricostruito con colonne in muratura, sormontate da una struttura di ferro e prolungato nel tratto del giardino ad est della villa. All'apparato decorativo dell'edificio probabilmente lavorò l'artista livornese Giuseppe Maria Terreni.
Ad ovest, una porzione del muro di cinta fu sostituita con una ringhiera di ferro che permetteva la vista sulla città. Due elementi d'arredo, una vasca e un berceaux, furono posti nel giardino. Entrambi di forma ovale e costruiti con gli stessi materiali, furono posizionati rispettivamente uno sul retro e l'altro sul fronte in corrispondenza della sala da pranzo. Davanti alla villa, su un prato leggermente inclinato vennero disposte delle palme. Altre piante quali cedri del Libano, pini d'Aleppo, eucalipti, tigli, platani, lecci, cipressi e querce costituirono le essenze principali del parco.
Nel 1871 la fonderia dei fratelli Gambaro realizzò il giardino d'inverno, caratterizzato da una struttura in ghisa schermata mediante vetri colorati, che costituisce un interessante esempio di architettura del ferro nel territorio livornese.
Facevano parte della proprietà, anche vari annessi sparsi per la maggior parte addossati al muro di cinta. Durante l'ultimo conflitto mondiale la famiglia dovette abbandonare la villa e nel 1949 gli eredi Maurogordato cedettero il complesso al Consorzio Provinciale Antitubercolare (poi USL).
Nel 1976 la tenuta, ad esclusione della cappella, fu venduta alla Provincia di Livorno, che a sua volta cedette l'uso del giardino al Comune di Livorno. Oggi l'immobile è in stato di completo abbandono ed i numerosi progetti di recupero non sono mai arrivati all'approvazione finale, malgrado la villa e il suo parco siano tutelati, con dichiarazione del 9 dicembre 1980, dalla Legge 1089/1939. Gli interni negli anni sono stati depredati delle eleganti stufe in maiolica e di alcuni frontoni marmorei dei caminetti.
La cappella, che per alcuni anni funzionò come succursale della parrocchia di Montenero e in seguito di Collinaia, fu ceduta dall'USL all'architetto Cavallini nell'anno 2000; l'ex luogo di culto, completamente restaurato, è divenuto sede di un'associazione culturale.

## Galleria d'immagini

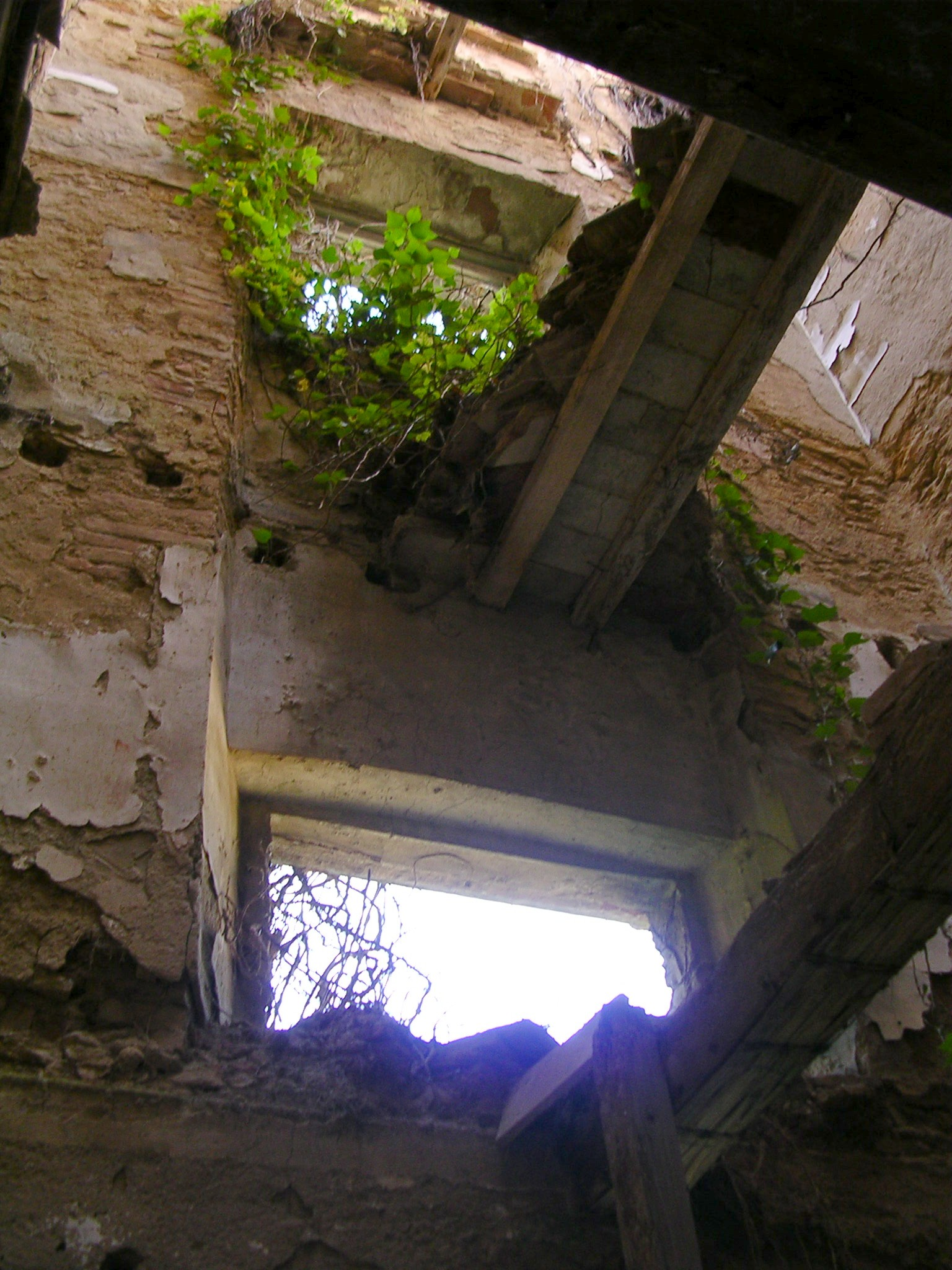
Altro scorcio dell'interno
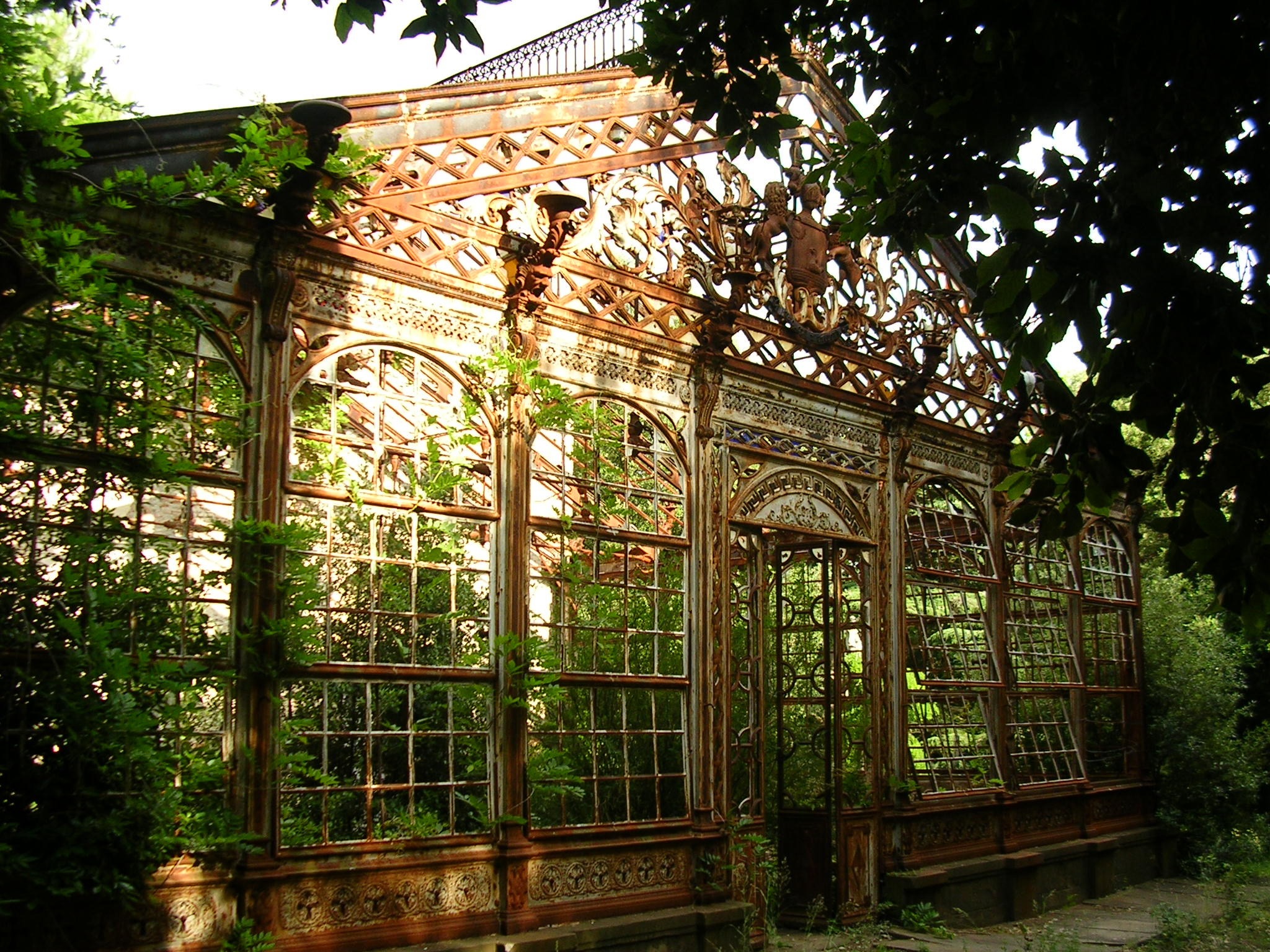
La serra risalente al 1871
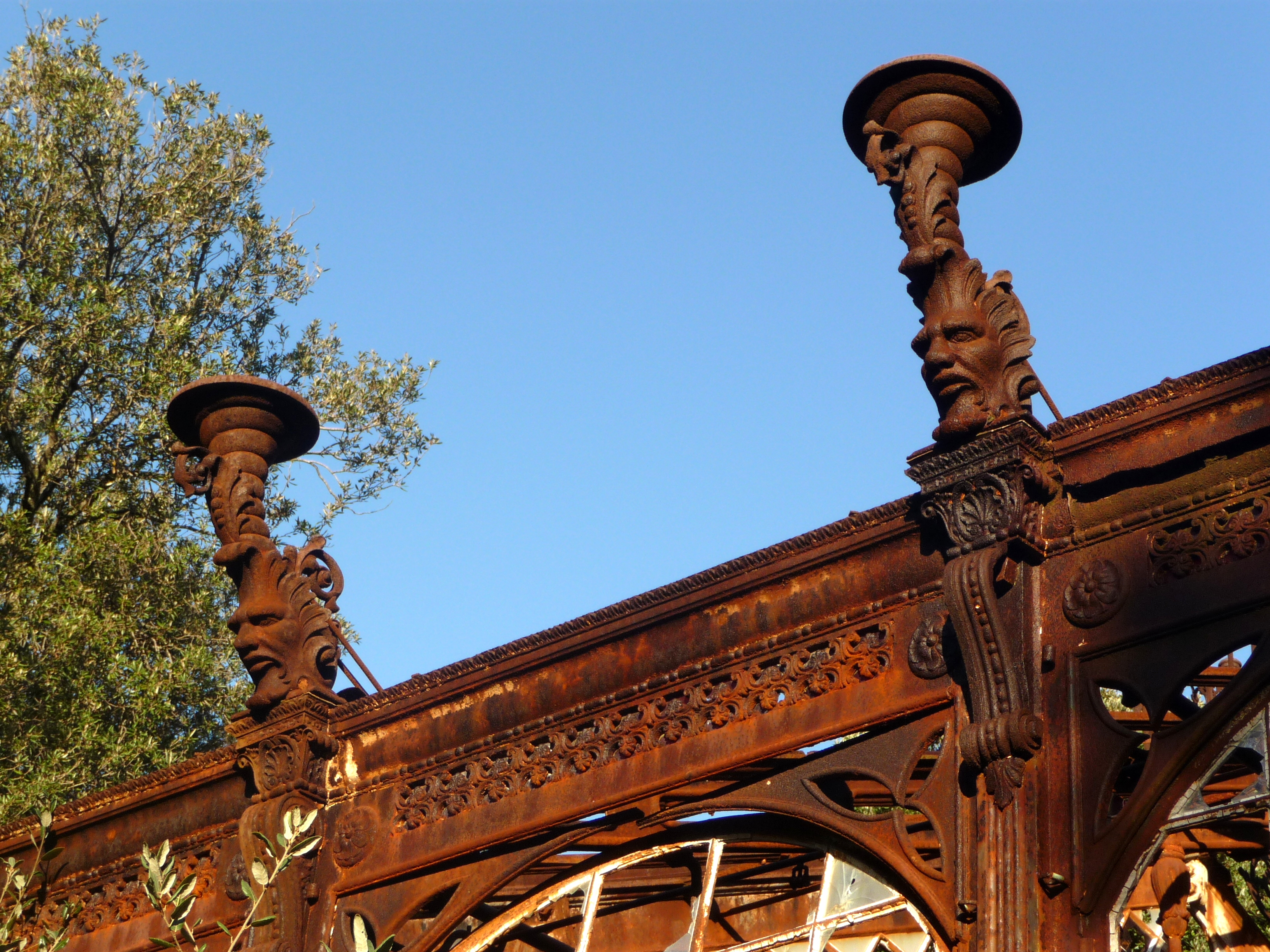
Particolare delle decorazioni della serra
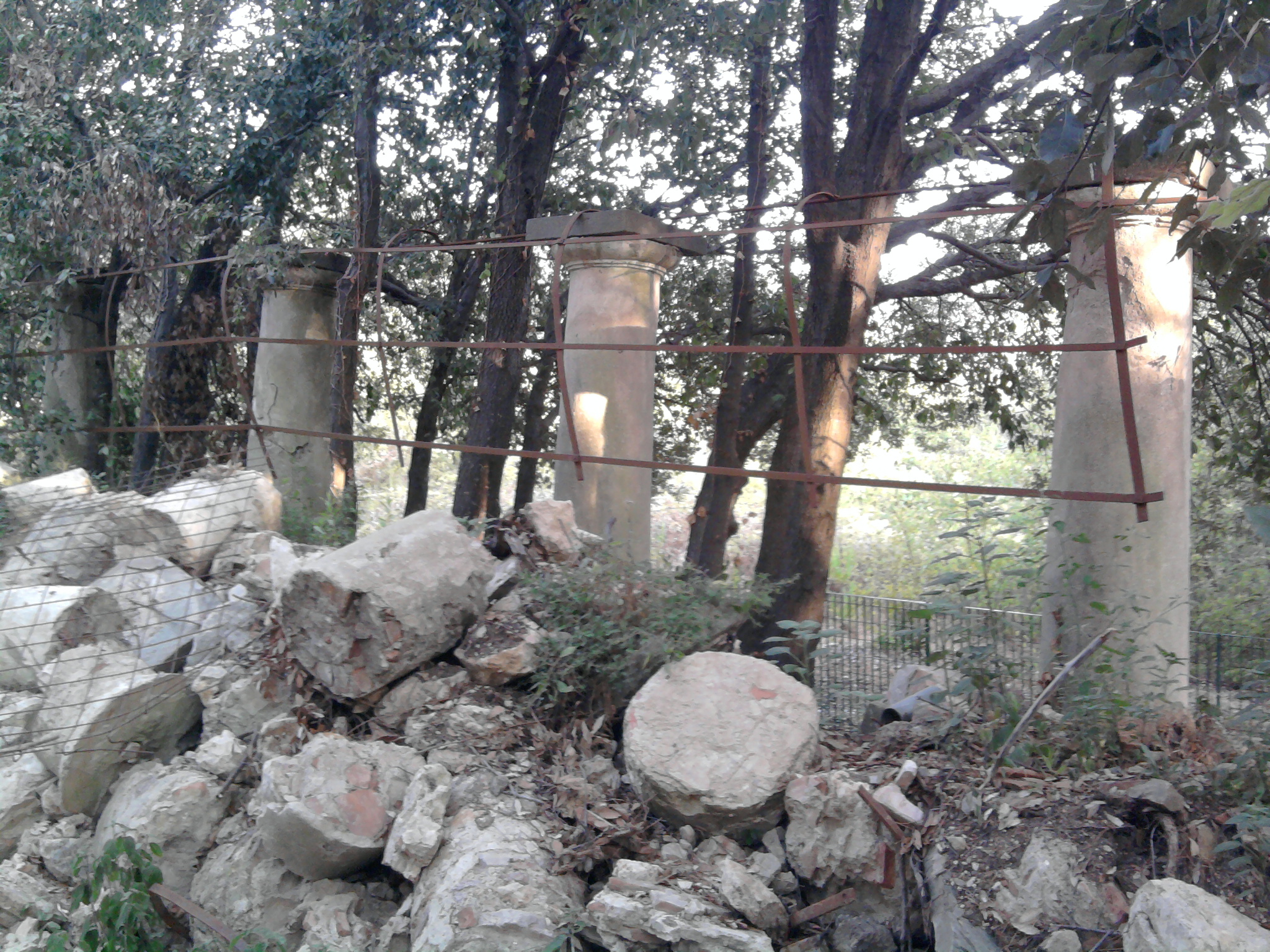
Colonnato del parco
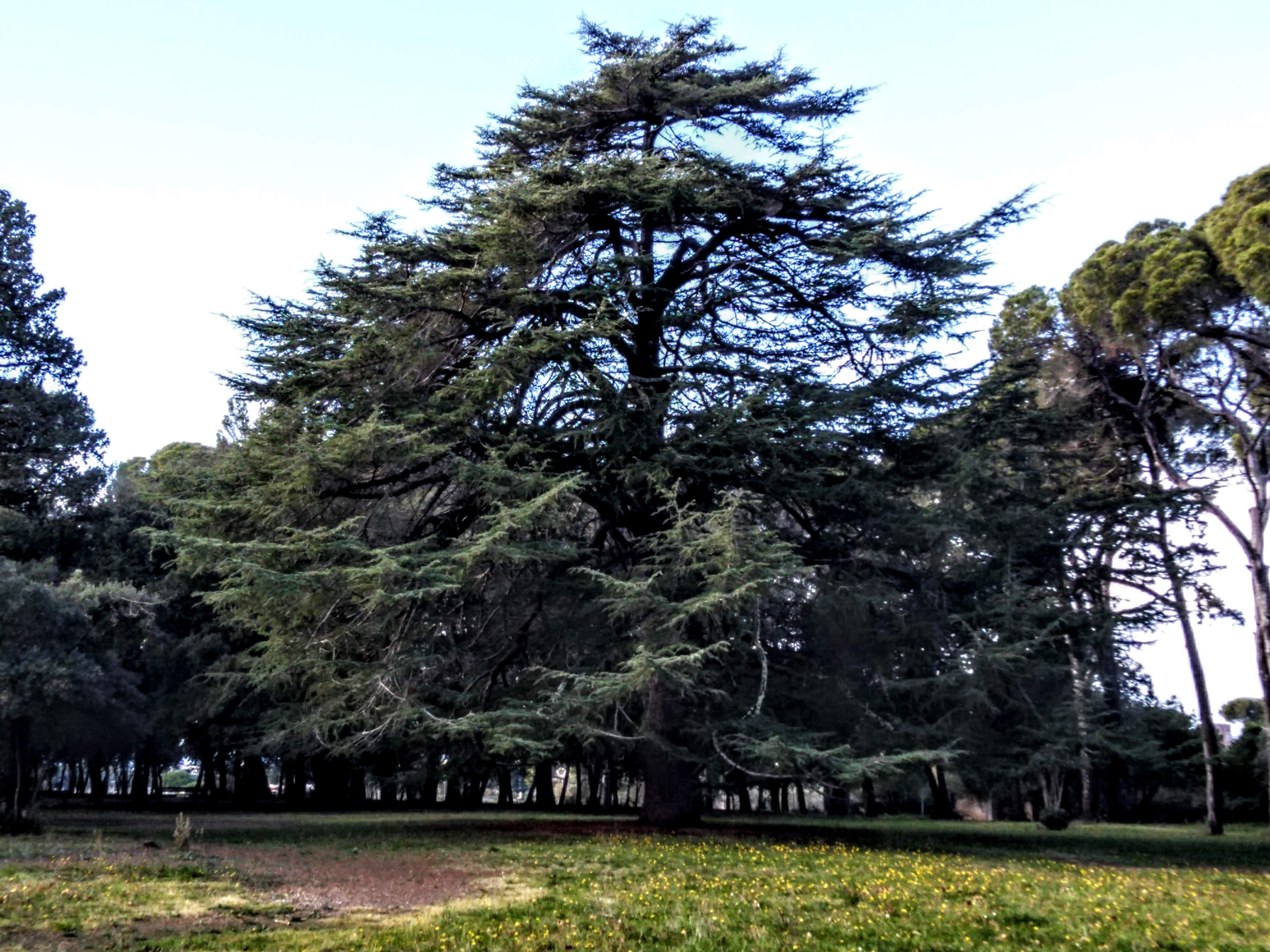
Cedro del Libano Monumentale presente nel parco